# Venusia limata
Venusia limata là một loài bướm đêm trong họ Geometridae.